# Chiesa di San Michele Arcangelo (Alluvioni Piovera)
La chiesa di San Michele Arcangelo è la parrocchiale di Piovera, frazione del comune sparso di Alluvioni Piovera, in provincia e diocesi di Alessandria; fa parte della zona pastorale di Fraschetta-Marengo.

## Storia
Anticamente sorgeva a Piovera un oratorio dedicato all'arcangelo Michele fondato in epoca longobarda.
Questo luogo di culto venne sostituito nel Seicento dalla nuova parrocchiale, costruita tra il 1654 e il 1665.
Negli anni settanta la chiesa fu adeguata alle norme postconciliari mediante l'aggiunta dell'ambone e dell'altare rivolto verso l'assemblea.

## Descrizione

### Esterno
La facciata a capanna della chiesa, rivolta a nordest, presenta centralmente il portale d'ingresso, protetto da un protiro sorretto da due colonnine, e sopra una serliana ed è scandita da due lesene laterali sorreggenti il timpano di forma triangolare.
Annesso alla parrocchiale è la torre campanaria a base quadrata, la cui cella presenta su ogni lato una monofora ed è coperta dal tetto a quattro falde.

### Interno
L'interno dell'edificio si compone di un'unica navata, sulla quale si affacciano le cappelle laterali, introdotte da archi a tetto sesto, e le cui pareti sono scandite da lesene con capitelli dorici sorreggenti la trabeazione sopra la quale si imposta la volta a botte; al termine dell'aula si sviluppa il presbiterio, rialzato di un gradino, delimitato da balaustre e chiuso dalla parete di fondo piatta.
Qui sono conservate diverse opere di pregio, tra le quali l'altare maggiore, risalente al 1765, i due altari minori, intitolati rispettivamente al Sacro Cuore di Gesù e alla Beata Vergine del Rosario, una statua raffigurante il patrono, donata dai fedeli nel 2015, e l'organo.